# جيمي غاردنر
جيمي غاردنر (بالإنجليزية: Jimmy Gardner)‏ (27 سبتمبر 1967 بدنفيرملين في المملكة المتحدة - ) هو لاعب كرة قدم بريطاني في مركز الوسط. لعب مع كارديف سيتي ونادي إكزتر سيتي ونادي سانت ميرين ونادي ماذرويل ونادي سكاربورو ونادي ستيرلينغ ألبيون ونادي اربوراث وGlasgow United F.C. ‏ ونادي كوينز بارك.

## وصلات خارجية
- جيمي غاردنر على موقع قاعدة بيانات كرة القدم.إي يو (الإنجليزية)